# Parque nacional Tatra (Polonia)
Parque nacional Tatra (en polaco: Tatrzański Park Narodowy) es un parque nacional situado en las montes Tatras, en la región de Malopolska, en el sur de Polonia, en la frontera con Eslovaquia. Fue creado en 1954 sobre una superficie de 215,56 kilómetros cuadrados, pero es en la actualidad un poco más pequeño, con 211,64 kilómetros cuadrados (81,71 millas cuadradas). De esta cantidad, 151,91 kilómetros cuadrados son bosques y el resto principalmente son praderas. Estrictamente protegidas se encuentran unos 115,14 km², de los cuales 61,49 km² son ecosistemas forestales.
El parque tiene su sede en la ciudad de Zakopane. También hay un parque nacional similar en el lado de la frontera eslovaca, llamado parque Narodny Tatransky.

## Clima
| Parámetros climáticos promedio de Chochołowska, Volovec (1991-2020) | Parámetros climáticos promedio de Chochołowska, Volovec (1991-2020) | Parámetros climáticos promedio de Chochołowska, Volovec (1991-2020) | Parámetros climáticos promedio de Chochołowska, Volovec (1991-2020) | Parámetros climáticos promedio de Chochołowska, Volovec (1991-2020) | Parámetros climáticos promedio de Chochołowska, Volovec (1991-2020) | Parámetros climáticos promedio de Chochołowska, Volovec (1991-2020) | Parámetros climáticos promedio de Chochołowska, Volovec (1991-2020) | Parámetros climáticos promedio de Chochołowska, Volovec (1991-2020) | Parámetros climáticos promedio de Chochołowska, Volovec (1991-2020) | Parámetros climáticos promedio de Chochołowska, Volovec (1991-2020) | Parámetros climáticos promedio de Chochołowska, Volovec (1991-2020) | Parámetros climáticos promedio de Chochołowska, Volovec (1991-2020) | Parámetros climáticos promedio de Chochołowska, Volovec (1991-2020) |
| Mes                                                                 | Ene.                                                                | Feb.                                                                | Mar.                                                                | Abr.                                                                | May.                                                                | Jun.                                                                | Jul.                                                                | Ago.                                                                | Sep.                                                                | Oct.                                                                | Nov.                                                                | Dic.                                                                | Anual                                                               |
| ------------------------------------------------------------------- | ------------------------------------------------------------------- | ------------------------------------------------------------------- | ------------------------------------------------------------------- | ------------------------------------------------------------------- | ------------------------------------------------------------------- | ------------------------------------------------------------------- | ------------------------------------------------------------------- | ------------------------------------------------------------------- | ------------------------------------------------------------------- | ------------------------------------------------------------------- | ------------------------------------------------------------------- | ------------------------------------------------------------------- | ------------------------------------------------------------------- |
| Temp. máx. abs. (°C)                                                | 12.0                                                                | 14.5                                                                | 18.4                                                                | 22.5                                                                | 26.0                                                                | 29.1                                                                | 30.9                                                                | 30.1                                                                | 27.3                                                                | 25.6                                                                | 22.3                                                                | 14.6                                                                | 30.9                                                                |
| Temp. máx. media (°C)                                               | 0.4                                                                 | 0.8                                                                 | 3.2                                                                 | 8.6                                                                 | 13.5                                                                | 17.0                                                                | 18.8                                                                | 18.9                                                                | 14.2                                                                | 10.2                                                                | 5.4                                                                 | 1.2                                                                 | 9.4                                                                 |
| Temp. media (°C)                                                    | -3.9                                                                | -3.7                                                                | -1.5                                                                | 3.3                                                                 | 8.5                                                                 | 12.1                                                                | 13.7                                                                | 13.4                                                                | 9.0                                                                 | 5.1                                                                 | 1.4                                                                 | -2.5                                                                | 4.6                                                                 |
| Temp. mín. media (°C)                                               | -7.3                                                                | -7.3                                                                | -5.1                                                                | -0.6                                                                | 3.9                                                                 | 7.3                                                                 | 9.0                                                                 | 8.8                                                                 | 5.0                                                                 | 1.4                                                                 | -1.7                                                                | -5.7                                                                | 0.6                                                                 |
| Temp. mín. abs. (°C)                                                | -26.2                                                               | -25.3                                                               | -21.9                                                               | -13.2                                                               | -8.2                                                                | -1.5                                                                | 1.1                                                                 | 0.4                                                                 | -4.0                                                                | -12.7                                                               | -17.3                                                               | -20.5                                                               | -26.2                                                               |
| Precipitación total (mm)                                            | 94.0                                                                | 84.3                                                                | 115.5                                                               | 121.6                                                               | 194.2                                                               | 211.7                                                               | 239.2                                                               | 159.4                                                               | 176.0                                                               | 125.3                                                               | 101.0                                                               | 87.7                                                                | 1709.9                                                              |
| Nevadas (cm)                                                        | 1314.9                                                              | 1605.8                                                              | 1406.5                                                              | 456.3                                                               | 11.6                                                                | 0.7                                                                 | 0                                                                   | 0                                                                   | 2.3                                                                 | 54.7                                                                | 269.1                                                               | 671.3                                                               | 5793.2                                                              |
| Días de lluvias (≥ 1 mm)                                            | 13.8                                                                | 13.0                                                                | 14.2                                                                | 13.3                                                                | 16.7                                                                | 16.1                                                                | 15.9                                                                | 12.1                                                                | 12.1                                                                | 12.8                                                                | 11.6                                                                | 13.3                                                                | 164.9                                                               |
| Humedad relativa (%)                                                | 88.0                                                                | 87.8                                                                | 89.9                                                                | 89.9                                                                | 87.2                                                                | 87.9                                                                | 85.9                                                                | 85.9                                                                | 90.1                                                                | 89.9                                                                | 86.3                                                                | 85.9                                                                | 87.9                                                                |
| Fuente: Promedios y totales mensuales                               |                                                                     |                                                                     |                                                                     |                                                                     |                                                                     |                                                                     |                                                                     |                                                                     |                                                                     |                                                                     |                                                                     |                                                                     |                                                                     |